# Rhacophorus wui
Rhacophorus wui é uma espécie de anfíbio anuro da família Rhacophoridae. Está presente na China. A UICN classificou-a como pouco preocupante.